# Rousettus
Rousettus är ett släkte i familjen flyghundar med 10 arter som förekommer i Afrika, Asien och på sydostasiatiska öar.

## Systematik
Arterna är:
- Halsbandsflyghund (Rousettus aegyptiacus) lever i flera från varandra skilda regioner i Afrika samt på Arabiska halvön och i västra Asien. Arten listas av IUCN som livskraftig (LC).
- Rousettus amplexicaudatus hittas från norra Vietnam och Laos över Malaysia och Nya Guinea till Salomonöarna. Den är likaså livskraftig.
- Rousettus bidens förekommer på Sulawesi och mindre öar i samma region. Arten räknades tidigare till ett eget släkte, Boneia. Den listas som sårbar (VU).
- Rousettus celebensis finns likaså på Sulawesi och mindre öar i området. Arten är livskraftig.
- Rousettus lanosus förekommer glest fördelad i östra Afrika från Etiopien till Malawi. Den listas som livskraftig.
- Rousettus leschenaultii har ett utbredningsområde från östra Pakistan till sydöstra Kina och söderut till Sumatra, Java och Bali. Den är livskraftig.
- Rousettus linduensis är bara känd från Lore Lindu nationalparken på Sulawesi. Arten listas med kunskapsbrist (DD).
- Rousettus madagascariensis är endemisk på Madagaskar och listas som nära hotad (NT).
- Rousettus obliviosus hittas på Comorerna. Arten listas som sårbar.
- Rousettus spinalatus lever på norra Borneo och norra Sumatra. Den listas likaså sårbar.

Lissonycteris angolensis som tidigare räknades till detta släkte utgör numera ett eget släkte.
Året 2016 beskrevs en ny art i släktet, Rousettus tangkokoensis.

## Beskrivning
Arterna når en kroppslängd (huvud och bål) av 9,5 till 18 cm och därtill kommer en 1 till 2 cm lång svans. De minsta arterna väger 55 till 75 gram medan de tyngre arterna har en vikt av 80 till 170 gram. Hannar är allmänt lite större än honor. Pälsen har på ryggen oftast en brun färg och buken är lite ljusare. Vid halsen finns körtlar som hos vissa arter är täckta av olivgröna hår.
Individerna vilar vanligen i grottor men kan även hittas i bergssprickor, höga träd eller övergivna byggnader. Ibland vilar bara två eller tre individer på samma ställe och ibland bildas stora kolonier med cirka 9 000 individer. Födan utgörs av frukter och blommornas nektar. I samband med nektarsöket hjälper flyghundarna till med växternas pollinering. Vissa arter flyger upp till 50 km till sina matställen. För orienteringen använder de ekolokalisering, något som är vanligt för småfladdermöss (Microchiroptera) men inte för flyghundar.
Fortplantningssättet varierar mellan arterna men oftast sker parningen och ungarnas födelse nära regntiden. Per kull föds vanligen en unge och sällan tvillingar.
Dessa flyghundar jagas ibland när de söker sin föda i odlingsområden och även för köttets skull.